# LSV Ahlhorn
Der LSV Ahlhorn (offiziell: Luftwaffensportverein Ahlhorn) war ein Sportverein aus dem Großenknetener Ortsteil Ahlhorn in Niedersachsen. Die erste Fußballmannschaft spielte zwei Jahre in der damals erstklassigen Gauliga Weser-Ems.

## Geschichte
Der Verein wurde von Angehörigen der Luftwaffe gegründet. Weder das Gründungsdatum noch die Vereinsfarben sind bekannt. Im Jahre 1943 wurden die Ahlhorner in die damals erstklassige Gauliga Weser-Ems aufgenommen und der Staffel Oldenburg-Friesland zugeordnet. In der Saison 1943/44 wurden die Ahlhorner auf Anhieb Dritter hinter Wilhelmshaven 05 und Blau-Weiß Varel. Beide Spiele gegen den VfB Oldenburg wurden gewonnen. Während der Saison 1944/45 wurde die Mannschaft im September 1944 zurückgezogen und der Verein aufgelöst. Ob die Mannschaft Ligaspiele absolviert hat, ist nicht bekannt.
Höhepunkt der Vereinsgeschichte war ein Freundschaftsspiel gegen die Soldatenmannschaft Rote Jäger am 4. März 1944. Dabei bildeten die Ahlhorner eine Spielgemeinschaft mit Reichsbahn Cloppenburg und verloren deutlich mit 0:6. Drei Tore für die Roten Jäger erzielte der spätere Nationalspieler und Weltmeister von 1954 Fritz Walter.